# Hedera sinensis
Hedera sinensis là một loài thực vật có hoa trong Họ Cuồng cuồng. Loài này được (Tobler) Hand.-Mazz. mô tả khoa học đầu tiên năm 1933.